# باشگاه فوتبال بدفورد تاون
باشگاه فوتبال بدفورد تاون (به انگلیسی: Bedford Town Football Club) یک باشگاه فوتبال در شهر بدفورد بورو، کشور انگلستان است که در سال ۱۹۰۸ میلادی تأسیس شده‌است.